# Iwan Sawicz
Iwan Jakowlewicz Sawicz, ros. Иван Яковлевич Савич (ur. w 1898 w Petersburgu, zm. 16 marca 1949 w Paryżu) – rosyjski działacz i publicysta emigracyjny
Ukończył studia matematyczne na uniwersytecie w Sankt Petersburgu. Był członkiem organizacji antybolszewickich. Po rewolucji październikowej 1917 r. przedostał się do Finlandii. Na pocz. lat 20. zamieszkał w Paryżu. Działał w rosyjskich organizacjach studenckich. Występował z wykładami na zjazdach i spotkaniach emigracyjnych młodzieżowych organizacji rosyjskich. W 1935 r. wstąpił do Narodowo-Ludowego Związku Nowego Pokolenia (NTSNP). Od 1936 r. działał w Stowarzyszeniu Pomocy Rosyjskim Organizacjom Narodowym Młodego Pokolenia. Od 1937 r. wchodził w skład kierownictwa Narodowego Zjednoczenia Rosyjskich Pisarzy i Dziennikarzy. Był też członkiem redakcji pisma „Grań”, publikując w nim artykuły. Był delegatem oddziału francuskiego na zjeździe NTSNP w 1939 r. W okresie okupacji niemieckiej w 1941 r. wszedł w skład Komitetu do Spraw Organizacji Przedstawicielstwa Rosyjskiej Emigracji Narodowej we Francji jako przedstawiciel NTSNP. Wkrótce został jednak aresztowany przez Gestapo, po czym osadzono go w obozie w Compiègne. Po wyjściu na wolność zamieszkał w Berlinie. W 1943 r. powrócił do Paryża. Po zakończeniu wojny w 1945 r. wszedł w skład kolegium redakcyjnego almanachu „Swobodnyj gołos”.